# Rijks Ethnographisch Museum

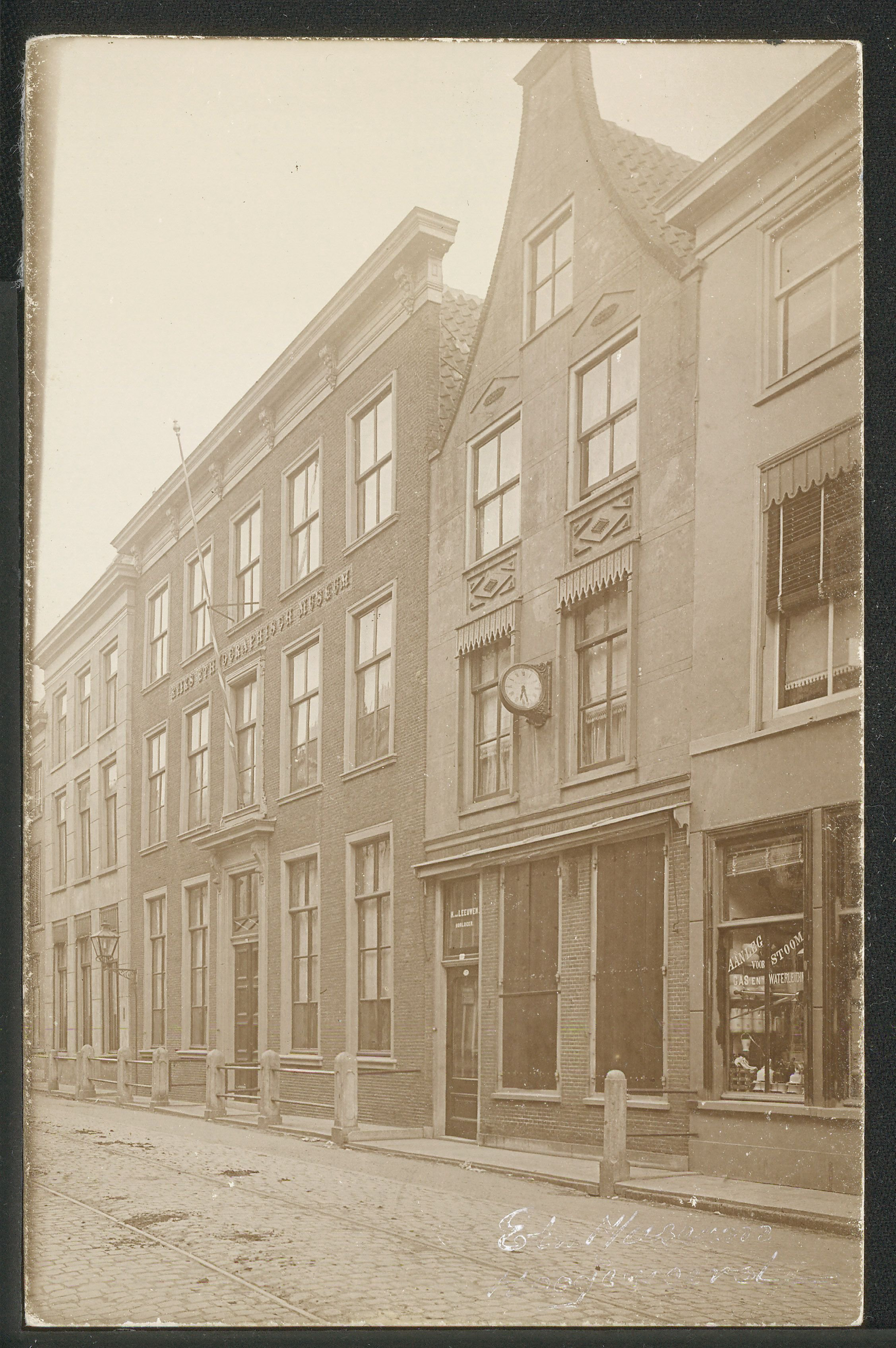
Rijks Ethnographisch Museum rond 1900

Het Rijks Ethnographisch Museum is een van de voormalige namen van het Nederlandse Wereldmuseum Leiden in Leiden. Het museum opende in 1837 en stond eerst ter plaatse bekend als de Verzameling Van Siebold en daarna als het Rijks Japansch Museum. Vanaf 1859 heette het Rijks Japansch Museum Von Siebold. In 1864 werd de naam veranderd in die van Rijks Ethnographisch Museum en in 1931 kreeg het de benaming Rijksmuseum van Ethnographie. Per 1 januari 1935 werd dat aangepast naar Rijksmuseum voor Volkenkunde. In 2005 ging het Museum Volkenkunde heten en in 2013 werd het met het Afrika Museum in Berg en Dal, het Tropenmuseum in Amsterdam en het Wereldmuseum in Rotterdam onderdeel van het Nationaal Museum van Wereldculturen. Op 4 oktober 2023 werd de naam veranderd naar Wereldmuseum Leiden.

## Samenstelling basiscollectie
Philipp Franz von Siebold (1796 - 1866) was als majoor-chirurgijn gelegerd geweest in Dejima, een Nederlandse handelsnederzetting bij Nagasaki en had daar naam gemaakt als Japankenner en verzamelaar van Japanse kunstvoorwerpen. Na terugkomst in Nederland breidde Von Siebold zijn eigen verzameling uit met twee collecties bijeengebracht door andere verzamelaars: een met voorwerpen uit Nederlands-Indië van Heinrich Christian Macklot en een met objecten afkomstig van de eilanden uit de Stille Oceaan. Koning Willem I bepaalde per koninklijk besluit op 20 april 1831 dat de volledige collectie van Von Siebold aangekocht zou worden door de Nederlandse staat. Omdat de staat - naast een voorschot van 12.000 gulden - niet meer geld aan Von Siebold betaalde, meldde deze zich in 1837 bij de koning voor de verdere financiële afhandeling. Deze ging in op Von Siebolds voorstel om diens volledige collectie - samen met die van het Koninklijk Kabinet van Zeldzaamheden in Den Haag en de reeds door de staat aangekochte collectie 'Van Overmeer Fisscher' - als basis te nemen in een nieuw op te zetten etnografisch museum.
Op 10 augustus 1837 gaf Willem I de opdracht een commissie op te zetten om het totaalbedrag te berekenen die de collectie van Von Siebold waard was, zodat hem het restbedrag betaald kon worden. De commissie, bestaande uit voormalig opperhoofd van Dejima Jan Cock Blomhoff, botanicus en bioloog Caspar Georg Carl Reinwardt en predikant (en later de eerste directeur van het Koninklijk Kabinet van Zeldzaamheden Reinier Pieter van de Kasteele, kwam tot de conclusie dat Von Siebolds collectie 58.500 gulden waard was. Verder onderschreven ze Von Siebolds mening dat een etnografisch museum "het vaderland zou versieren, kunsten en wetenschappen schragen en tot eer en roem van onzen Geëerbiedigden Koning, gelijk ook van deszelfs loffelijke Regeering zou dienen". Op 18 juli 1838 ging Willem I per koninklijk besluit akkoord met de verdere financiële afhandeling.
In 1837 had Willem I ook aan de minister van Binnenlandse Zaken gevraagd waar de collectie van Von Siebold ondergebracht kon worden. Bij zowel het Koninklijk Kabinet van Zeldzaamheden - gevestigd op de benedenverdieping van het Mauritshuis - als bij de Collectie Van Overmeer Fisscher - gevestigd in 'Het gewezen geldkantoor van Holland' op het Binnenhof - was geen ruimte. Op 18 juni 1838 werd op verzoek van de vorst door de minister van Binnenlandse Zaken aan het stedelijk bestuur van Den Haag gevraagd om een locatie beschikbaar te stellen voor de vorming van een etnografisch museum. Hij waarschuwde dat het museum anders ondergebracht zou worden in een andere stad, bijvoorbeeld Leiden. Het Haagse college antwoordde negatief; de minister adviseerde Willem I om het etnografisch museum onder te brengen in het Mauritshuis en een nieuwe ruimte te bouwen voor het Koninklijk kabinet van schilderijen. Ook voorstellen van de koning in 1839 om het nieuwe museum te huisvesten in 'Huis van Nederburgh' of op het braakliggende terrein naast de Landsdrukkerij liepen op niets uit. In oktober 1839 besloot de koning naar een locatie buiten Den Haag te kijken om het etnografisch museum te huisvesten. Von Siebold zelf opperde ook nog om het museum onder te brengen in Haarlem; daar verwachtte men echter te weinig bezoekers.

## Von Siebold (1837 - 1859)

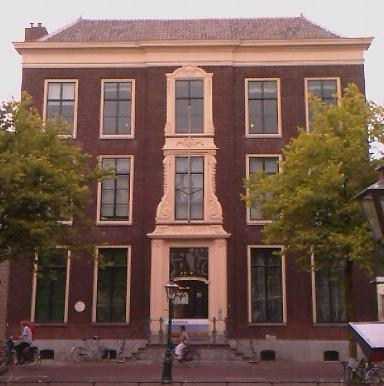
Rapenburg 19 (oude nummering 221) in Leiden waar in de 21ste eeuw het SieboldHuis gevestigd is

Von Siebolds collectie bleef aan het Rapenburg 221 in Leiden in het pand dat hij in 1836 had aangekocht om de uitgebreide verzameling te huisvesten; vanaf 1837 was de collectie daar te bezichtigen onder de naam 'Rijks Japansch Museum'. Ondanks verzoeken van Von Siebold zelf (1844) of de minister Guillaume Louis Baud van Binnenlandse Zaken en Koloniën (1845) werd geen locatie gevonden waar het etnografische museum gevestigd kon worden. Toen in 1847 het pand aan het Rapenburg werd gekocht door bioloog Reinwardt verhuisde de gehele collectie van Von Siebold naar de zolder en bovenetage van een pand aan de Leidse Paardensteeg, dat ook in het bezit was van Von Siebold. Hier werden alleen Japanse voorwerpen geëxposeerd. De rest van de collectie werd in een achterkamer opgeslagen.

## Leemans (1859 - 1880)
Vanwege een hernieuwd verblijf van Von Siebold in Japan werd Conrad Leemans, de toenmalige directeur van het Archeologisch Kabinet in Leiden, in 1859 aangesteld als de beheerder van de verzameling van Von Siebold, het Koninklijk Kabinet der Zeldzaamheden en de collectie Van Overmeer Fisscher. Leemans verhuisde de op Japan toegespitste voorwerpen van de Von Siebold-collectie in juli 1859 van de Paardensteeg naar een huurhuis aan de Breestraat, vlak bij het Rijksmuseum van Oudheden. Onder de naam 'Rijks Japansch Museum Von Siebold' werd de collectie weer toegankelijk voor publiek. In mei 1860 was ook de eerder door Von Siebold aangekochte collectie Macklot aan de Breestraat te bekijken. Onder Leemans' leiding werd de museumcollectie flink uitgebreid: in 1861 met vierduizend objecten uit Nederlands-Indië die verzameld waren door de Duits-Nederlandse zoöloog Salomon Müller. Vanaf januari 1862 werden nieuwe boeken officieel gemarkeerd door een stempel met het rijkswapen en de tekst 'Rijks Ethnographisch Museum'.
In 1862 was de collectie wederom zover gegroeid dat Leemans voorstelde naar een ander pand in de Breestraat te verhuizen. De minister ging niet akkoord en stelde dat de collectie Salomon Müller en alle overige nieuwe aanwinsten beter overgebracht konden worden naar het Koninklijk Zoölogisch Genootschap Natura Artis Magistra in Amsterdam. Leemans vreesde een nieuwe opsplitsing van de collectie en besloot de zolder van het huidige pand aan de Breestraat in te richten voor nieuwe aanwinsten. In 1864 verhuisde de collectie naar het Hogewoerd 106 in Leiden, al is dat volgens de minister van Binnenlandsche Zaken een tijdelijke oplossing. Pas na de verhuizing naar een alsnog groter pand mochten de Haagse collecties (Het Koninklijk Kabinet der Zeldzaamheden en de collectie Van Overmeer Fisscher) aan een gezamenlijke locatie van een Rijks Etnografisch Museum toegevoegd worden. In 1864 werd de etnografische verzameling uit Nederlands-Indië van de 'Rijksinstelling tot opleiding van ambtenaren voor den dienst in Nederlands-Indië' aan de collectie toegevoegd. Na de toevoegingen van meerdere middelgrote verzamelingen en ondanks de aankoop van het naastgelegen Hogewoerd 108 én de verwerving van een opslag aan de Stille Rijn bleef het museum last hebben van ruimtegebrek. In 1880 vroeg Leemans ontheffing van zijn taken als (onbezoldigd) directeur van het museum.

## Serrurier (1882 - 1896)
Museumantropoloog Lindor Serrurier, die van 1877 tot 1882 conservator Japan in het museum was, werd per 21 februari 1882 directeur en daarmee de opvolger van Leemans. Met de komst van Serrurier werden de bestaande banden met het Rijksmuseum van Oudheden verbroken en werd het Rijks Ethnographisch Museum een zelfstandige instelling. Serrurier beijverde zich voor de uitbreiding van de museumcollectie en een goede huisvesting. Een van de eerste grote aankopen was een collectie van 1700 voorwerpen uit Oost- en West-Indië afkomstig van de Wereldtentoonstelling in Parijs van 1878. In 1881 volgde een verzameling wajang-poppen en schaalmodellen van huizen uit Nederlands-Indië die hadden toebehoord aan hoogleraar en etnoloog Pieter Johannes Veth. Ook de objecten die door bioloog Arend Ludolf van Hasselt en zijn collega's van de expeditie naar Midden-Sumatra (1877-1879) waren verzameld, werden in het museum ondergebracht. De minister van Marine bracht in 1882 de scheepsmodellen die op het ministerie van Marine hadden gestaan in het museum onder.

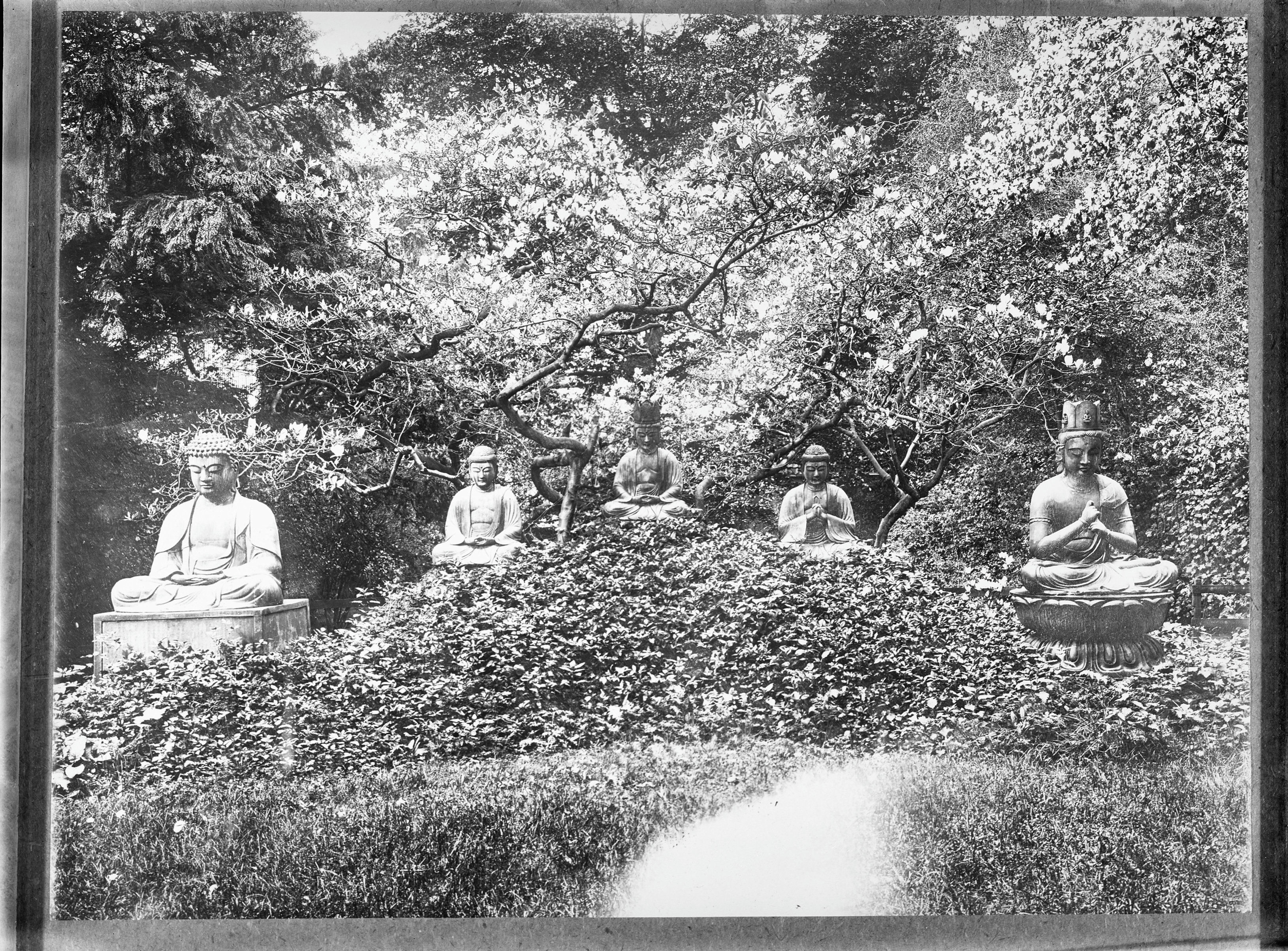
Boeddhabeelden afkomstig van de koloniale tentoonstelling in Amsterdam (1883)

Ook Serrurier ijverde - zoals Conrad Leemans voor hem - voor het samenbrengen van de verschillende collecties, zoals initieel voorzien door koning Willem I. Op 1 februari 1883 sloten de deuren van het Koninklijk Kabinet der Zeldzaamheden en werd de collectie onder verschillende musea verdeeld. De kunstobjecten gingen naar het Rijksmuseum, maar de uitgebreide collectie etnografische objecten werd naar het etnografisch museum gebracht. Door de hernieuwde uitbreiding werd in 1883 ook een pand aan het Rapenburg 69 gekocht, vlak bij het Academiegebouw, waar de afdelingen Japan en China werden ondergebracht. Na de succesvolle Internationale Koloniale en Uitvoerhandel Tentoonstelling die in 1883 achter het Rijksmuseum in Amsterdam had plaatsgevonden, werden meer dan vierduizend voorwerpen van deze tentoonstelling naar het etnografisch museum gebracht. Hieronder bevonden zich onder andere boeddhabeelden uit het mausoleum voor de Tokugawa-shoguns in de Zojoji tempel in Edo.
De Japanse verzameling werd uitgebreid met een collectie zeventiende-eeuwse bronzen beelden en lantaarns die - aangekocht door de invloedrijke ambtenaar Victor de Stuers, bankier Abraham Carel Wertheim en architect Pierre Cuypers - werd overgenomen door het Rijk. Ook al werden enkele ruimtes in het Leidse Academiegebouw ingericht als tentoonstellingsruimte, het ruimtegebrek bleef dringend. Zo was er geen ruimte om de collecties 'Afrikaanse' en 'Amerikaanse' (de Guyana's, Suriname en het Caribisch gebied) tentoon te stellen.
De huizen uit West- en Oost-Indië die eerder op de koloniale tentoonstelling in Amsterdam hadden gestaan, werden in 1885 naast de oprijlaan van de Oude Sterrewacht geplaatst, compleet met authentieke huisraad en gipsen beelden van inheemse bewoners. Dit - volgens Willem H. Rassers - eerste openluchtmuseum van Europa was twee zondagen per maand opengesteld voor publiek en dat in de beginjaren grote belangstelling trok voor het zogenoemde 'kampongterrein'. De huizen bleven tot 1891 tentoongesteld.
In dat jaar werd wederom een nieuw pand aangekocht, ditmaal aan de Herengracht 8; hier werd de collectie met objecten van Formosa (het latere Taiwan) en Noord- en Zuid-Amerika tentoongesteld. In de jaren 1886 - 1896 zorgde Serrurier voor een grote aanwas van nieuwe collecties. Zo schonk koningin-regentes Emma in 1894 nog een collectie poppen met verschillende klederdrachten van Nederlands-Indië.

Serrurier werkte lang samen met het Leidse universiteitsbestuur en de gemeente Leiden om een grotere behuizing te bewerkstelligen; de museumcollectie was immers inmiddels over vier gebouwen in de stad verspreid. Vanaf 1892 schreef hij in verschillende artikelen dat wat in Leiden misschien niet was gelukt, wel in een stad als Den Haag of Amsterdam zou lukken: een gebouw om de volledige museumcollectie te herbergen. Ook in zijn pamfletten 'Museum of Pakhuis' en 'Museum of Mesthoop' beschreef hij zijn nieuwe visie op het etnografisch museum. In 1895 kwam minister Samuel van Houten met het voorstel het etnografische museum onder te brengen in Den Haag, wat tot felle tegenstand leidde bij de Leidse wetenschappers. Serrurier ging akkoord al ging zijn persoonlijke voorkeur uit naar verplaatsing naar Amsterdam. 
Omdat zij is de hoofdstad, omdat het zielental daar zooveel hooger is dan in eenige van onze Nederlandsche steden; maar tevens omdat ik daardoor niet zonder reden hoopte ook de ethnographische verzameling van Artis onder mijn beheer te krijgen.
Het voorstel van Van Houten werd echter in de Tweede Kamer verworpen. Serrurier vroeg ontslag aan als directeur en vertrok naar Nederlands-Indië. Hij werd opgevolgd door de Duitse volkenkundige Johann Schmeltz, die in 1882 door hem nog was aangesteld als conservator van het museum.

## Schmeltz (1896 - 1909)

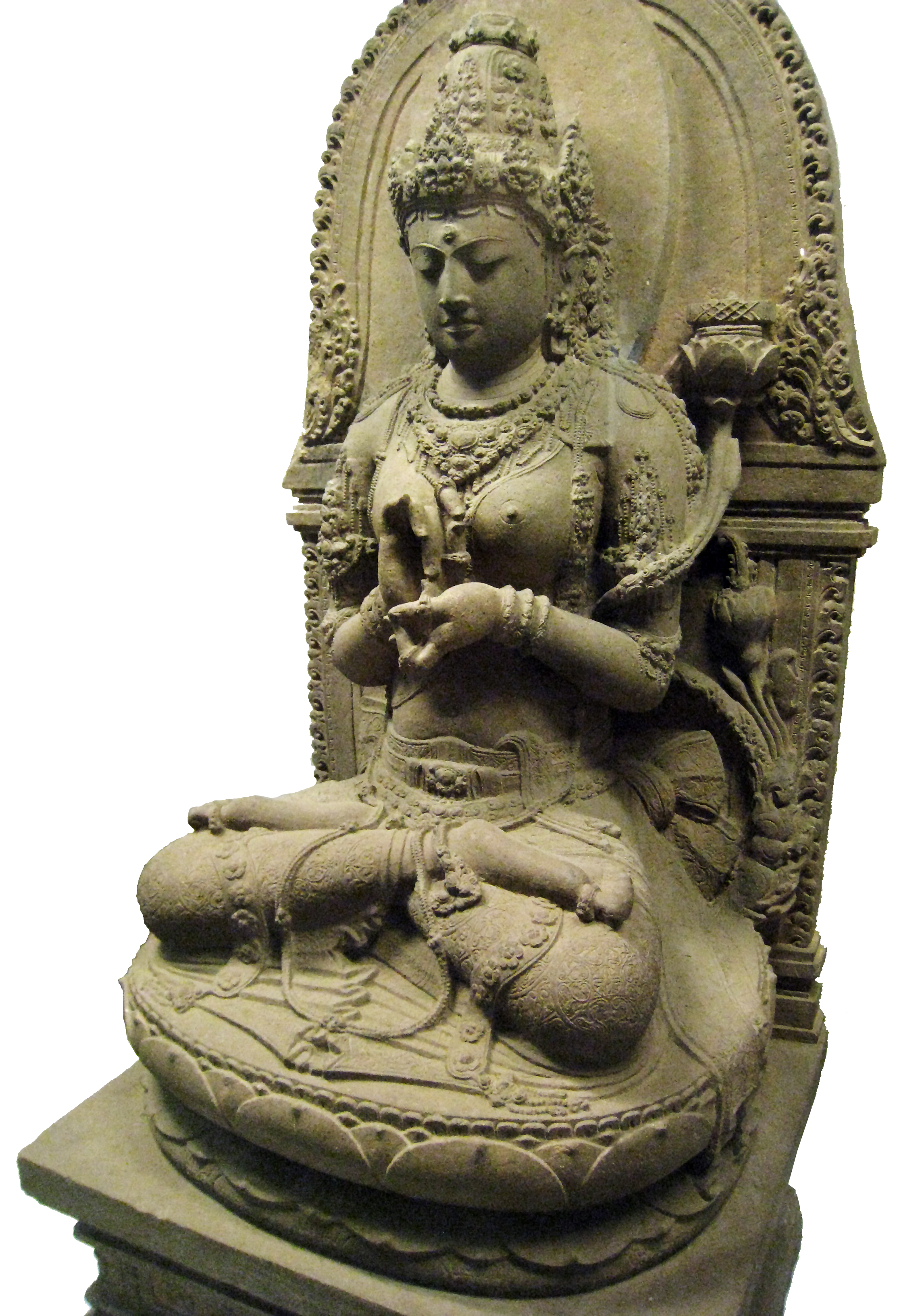
Beeld van Prajñāpāramitā

Van 1897 tot 1903 woedde nog steeds hevige strijd tussen wetenschappers en ambtenaren of het etnografische museum in Leiden kon blijven of naar Den Haag of Amsterdam verplaatst zou moeten worden om ruimte te geven aan de volledige collectie die in die jaren verspreid in verschillende panden in Leiden was opgeslagen en tentoongesteld. In 1902 bood de stad Amsterdam gratis het Buitengasthuis aan, inclusief een terrein van 180.000 vierkante meter, om het etnografisch museum en de uitgebreide collectie te huisvesten. In 1903 en 1904 nam het etnografisch museum ongeveer 3500 Hindoeïstische voorwerpen uit Java, waaronder het beeld van de godin Prajñāpāramitā, over van het Museum van Oudheden. Het 'Comité van onderzoek van Suriname' zorgde ervoor dat de objecten die verzameld waren tijdens de Gonini-expeditie (1903) en de Tapanahony-expeditie (1904) in Suriname ook aan de collectie werden toegevoegd. Gijsbert van der Sande, die in opdracht van de Maatschappij ter Bevordering van het Natuurkundig Onderzoek der Nederlandsche Koloniën had deelgenomen aan de Noord Nieuw-Guinea Expeditie, overhandigde de verzamelde objecten van zijn reis ook aan het museum. Ook wetenschapper P. de Kock bracht zijn verzameling etnologische objecten na een expeditie naar het zuiden van Nederlands-Nieuw-Guinea over naar het etnografisch museum.

## Juynboll (1909 - 1932)
Na het overlijden van Johann Schmeltz in 1909 werd Hendrik Juynboll de nieuwe directeur. In 1913 besloot het Koninklijk Bataviaasch Genootschap van Kunsten en Wetenschappen zijn verzameling te beperken tot objecten afkomstig uit Nederlands-Indië. De overige objecten - voornamelijk uit Oceanië - werden door het genootschap aan het etnografisch museum overgedragen. Ook in de jaren 1913 tot 1915 werden veel objecten en kunstvoorwerpen die tijdens expedities in het Nederlands-Nieuw-Guinea waren bemachtigd, na afloop aan het museum overhandigd. In 1919 werd een Rijkscommissie van advies in zake reorganisatie van het Museumwezen hier te lande ingesteld. Deze commissie moest voor alle collecties van rijksmusea in Nederland bekijken op welke wijze deze het best samengesteld, beheerd, bestuurd en ingericht konden worden. Voor het Rijks Ethnographisch Museum was het voorstel dat de collectie in drieën gesplitst zou moeten worden: een gedeelte met de meest hoogstaande kunstvoorwerpen dat naar de exotische afdeling van een nieuw te vormen "Algemeen Kunstmuseum" in Amsterdam zou verhuizen, een algemeen deel dat aan het grote publiek tentoongesteld zou worden in Amsterdam, dan wel Den Haag, en tot slot een wetenschappelijke collectie bestemd voor wetenschappelijk onderwijs die in Leiden zou kunnen blijven. Verschillende Leidse wetenschappers als Jan Petrus Benjamin de Josselin de Jong en Christiaan Snouck Hurgronje waren fel tegen de versnippering van de collectie.
In 1922 nam conservator De Josselin de Jong deel aan een Deens-Nederlandse expeditie naar de Antillen. Nu de tijd van grote expedities in Nederlands-Indië, Suriname en Amerika echter ten einde was gekomen, groeide de collectie van het etnografisch museum veel langzamer dan in de decennia ervoor. In Amsterdam was in 1926 inmiddels het Koloniaal Instituut geopend; een nieuw, concurrerend museum waar etnologen ook etnologische objecten aan doneerden. Vanaf 1926 breidde het etnografisch museum vooral de bestaande collectie uit door dubbele objecten te ruilen met collega-musea in het buitenland, als het Nationalmuseet in Kopenhagen, het Museum of Fine Arts in Boston of het Museum für Völkerkunde in Lübeck. Een van de laatste grote expedities, waarvan de meegebrachte objecten in het etnografisch museum terechtkwamen, was afkomstig van het Indisch Comité voor Wetenschappelijke Onderzoekingen na een Nederlands-Amerikaanse expeditie naar Nieuw-Guinea onder leiding van Charles Le Roux. In 1931 werd de naam van het museum gewijzigd van Rijks Ethnographisch Museum naar Rijksmuseum van Ethnographie. Juynboll ging in 1932 met pensioen en werd opgevolgd door Johan van Eerde.

## Van Eerde (1932 - 1936)

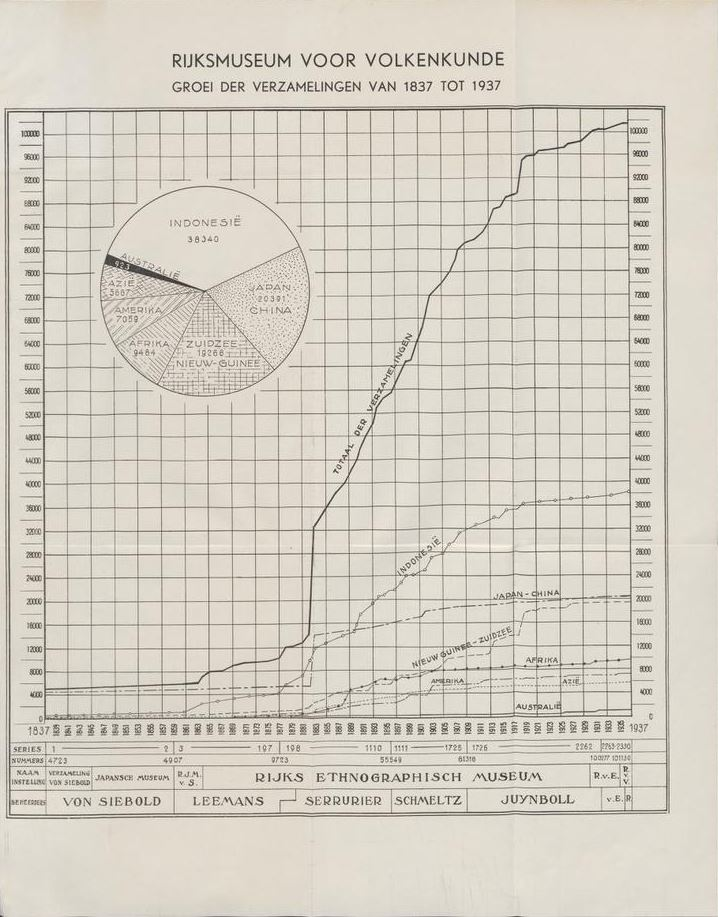
Grafiek met overzicht van de groei van de collectie van het museum van 1837 tot 1937

Na het vertrek van Juynboll drong Johan van Eerde, de directeur van de afdeling Volkenkunde van het Koloniaal Instituut in Amsterdam, nogmaals aan op een nieuw gebouw voor de verspreide collectie van het Rijks Ethnographisch Museum. Deze keer viel het oog van rijksbouwmeester Gustav Cornelis Bremer op het gebouw van het oude Academisch Ziekenhuis in Leiden waar een kleine verbouwing plaats moest vinden om de volledige collectie te kunnen herbergen. Van Eerde werd aangesteld bij het museum als speciale rijksafgevaardigde om de verbouwing voor te bereiden en te begeleiden. De naam van het museum werd in 1935 bij koninklijk besluit wederom gewijzigd; dit maal in Rijksmuseum voor Volkenkunde. Begin 1936 konden de collecties uit de Breestraat en het Rapenburg naar het nieuwe gebouw overgebracht worden. In april van datzelfde jaar overleed Van Eerde. In juli 1937 werd Willem Rassers aangesteld als nieuwe directeur. Het nieuwe museumgebouw opende op 30 november 1937 zijn deuren.

## Directeuren
- Von Siebold had in de begintijd het beheer over het museum. Vanaf 1847 vertoefde hij bijna voortdurend in het buitenland en liet hij het beheer over aan de heer Hakbijl, de huisbewaarder.
- 1859-1880: Conrad Leemans
- 1880-1882: Lindor Serrurier (waarnemend als conservator)
- 1882-1896: Lindor Serrurier
- 1896-1897: Johann Schmeltz (waarnemend)
- 1897-1909: Johann Schmeltz
- 1909: Hendrik Juynboll (waarnemend)
- 1909-1932: Hendrik Juynboll
- 1932-1936: Johan van Eerde